# Trachea viridata
Trachea viridata är en fjärilsart som beskrevs av Louis Beethoven Prout 1922. Trachea viridata ingår i släktet Trachea och familjen nattflyn. Inga underarter finns listade i Catalogue of Life.